# Lenguas Ramu-bajo Sepik
Las lenguas Ramu-bajo Sepik es una familia lingüística de unas 35 lenguas papúes habladas en las cuencas del Ramu y Sepik en el norte de Papúa Nueva Guinea. Estas lenguas tienden a tener fonologías simples, con pocas consonantes y vocales y sin tono.
Esta familia fue propuesta por William A. Foley y fue aceptada por Malcolm Ross. Sus dos ramas, las lenguas Ramu y lenguas bajo Sepik, forman parte de la propuesta abandonada de Donald Laycock (1973) conocida Sepik-Ramu. Ambas ramas no están estrechamente relacionadas. El idioma kambot también está relacionado, pero su posición concreta no está clara.
A partir de las historias orales de los pueblos del bajo Sepik, registradas en yimas se cree que esta lengua se habla cerca del lugar original desde donde se expandió la familia, hecho secundariamente confirmado por el arcaísmo del yimas dentro de la familia. Ross sugiere que los hablantes de proto-Ramu-bajo-Sepik habrían podido ocupar la región de las colinas septentrionales de las Tierras Altas de Nueva Guinea y habrían podido migrar hacia la cuenca del Sepik a partir del momento en que el desaparecido mar de Sepik empezó a replegarse hacia el Océano pacífico.

## Clasificación
No existe consenso sobre la clasificación interna de estas lenguas. Aunque usualmene se divide en dos ramas:
- Lenguas del río Ramu
- Lenguas del bajo Sepik

La coherencia interna de las dos ramas, Ramu y bajo Sepik, se basa en paradigmas pronominales similares, que sin embargo no conectan las dos ramas entre sí. Foley fue capaz de demostrar el parentesco sobre una base léxica, aunque la principal evidencia de parentesco es la ocurrencia compartida de ciertas marcas de plural irregulares (estas irregularidades compartidas están testimoniadas tanto en watam como en bosman. Los pronombres en sí mismos tienen poco en común excepto por la forma de tercera del singular *man (proto-Ramu) ~ *mɨn (proto–bajo-Sepik) y el afijo de no-singular *-ŋk- (dual en Ramu y paucal en bajo Sepik.
Inicialmente, Donald Laycock conjeturó que estas lenguas y las lenguas del Alto Sepik estaban relacioandas, pero un trabajo de campo más detallado llevó a descartar la propuesta de una familia Sepik-Ramu, que incluyera tanto a las lenguas de la cuenca del río Ramu como a las de la cuenca del río Sepik y las regiones aledañas.